# Lithiá
Lithiá (Lithia) är en ort i Grekland.   Den ligger i prefekturen Nomós Kastoriás och regionen Västra Makedonien, i den norra delen av landet, 300 km nordväst om huvudstaden Aten. Lithiá ligger 754 meter över havet och antalet invånare är 311.
Terrängen runt Lithiá är huvudsakligen kuperad, men västerut är den platt. Runt Lithiá är det ganska glesbefolkat, med 23 invånare per kvadratkilometer. Närmaste större samhälle är Kastoria, 12,4 km väster om Lithiá. Omgivningarna runt Lithiá är en mosaik av jordbruksmark och naturlig växtlighet.